# Amalgamfüllung

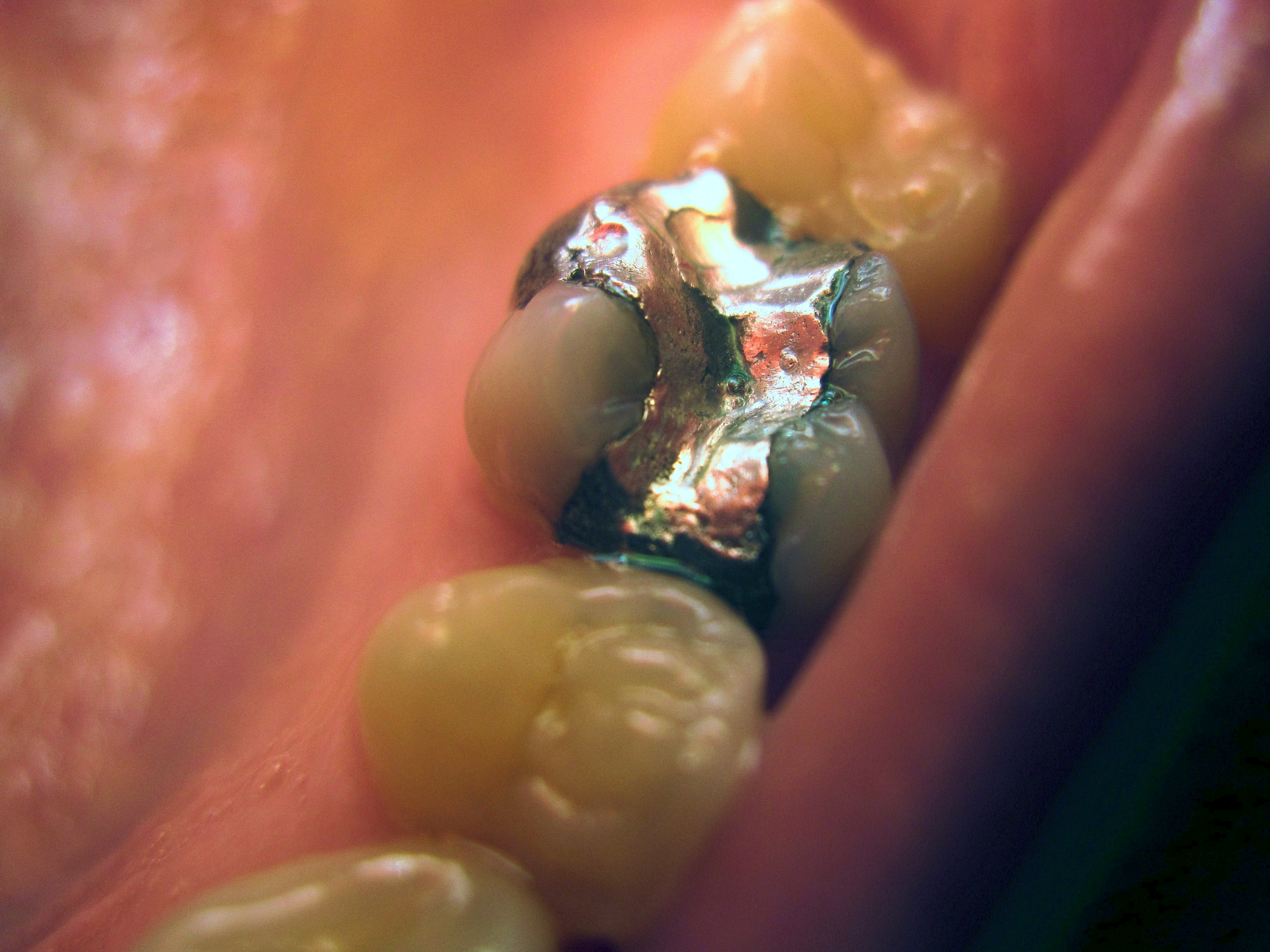
Zahnfüllung aus Silber-Amalgam

Eine Amalgamfüllung, umgangssprachlich auch „Plombe“ (von lateinisch plumbum ‚Blei‘) genannt, ist eine Zahnfüllung aus Quecksilberlegierungen. Es ist kein spezifisches Material, sondern eine Werkstoffgruppe.

## Geschichte
Es gibt Hinweise darauf, dass Zahnamalgam bereits zu Beginn der Tang-Dynastie (chinesisch 唐朝, Pinyin táng cháo) in China (618–907 n. Chr.) als Füllungsmaterial verwendet wurde, wie man Schriften des chinesischen Arztes Su Kung (蔌哭嗯) aus dem Jahre 659 entnehmen kann. Als „silberner Teig“ kehrt Amalgam im Ta-Kuan Pent-ts'ao (大观被压抑的曹操) um 1107 wieder. Auch in der Ming-Periode (chinesisch 明朝, Pinyin míng cháo) wird die Legierung 1505 und 1596 (von Li Shi-Zhen 李时珍) erwähnt. 1505 beschreibt Liu Wen t'ai (刘雯台) die genaue Zusammensetzung: „100 Teile Quecksilber, 45 Teile Silber und 900 Teile Zinn, die in einem eisernen Topf zu verrühren sind.“. Der Stadtarzt von Ulm, Johann Stocker, erwähnt die Füllung in seinem Buch Ad dolorem dentium von 1513, in seinem Arzneibüchlein Praxis aurea von 1528 ist ein Rezept überliefert, und eine Amalgamfüllung wurde bei Anna von Braunschweig nachgewiesen. Er benennt die Paste auch erstmals als Amalgam.
Die erste Verwendung in neuerer Zeit wird dem Zahnarzt I. Regnart im Jahre 1818 zugeschrieben, wobei dies umstritten ist und auch die Namen Thomas Bell und Taveau genannt werden. Seit 1820 wurde es, das teure zuvor übliche Gold ersetzend, massenhaft als Füllungsmaterial verwendet. Zahnärztliches Amalgam entsteht durch das Vermischen, sogenanntes Triturieren, von jeweils etwa 50 % reinem Quecksilber und einer Feilungsmischung verschiedener Metalle zu einer plastischen Masse, die nach kurzer Zeit (ca. 3–5 Minuten) erhärtet. Im Laufe der Zeit wurden Zusammensetzung und Verarbeitung grundlegend weiterentwickelt.

## Verwendung als Zahnfüllung
Eine häufige Anwendung der Amalgame ist die Verwendung als Füllung für Zähne, heute ausschließlich in der Form von Silberamalgam („Edelamalgam“), das den Namen wegen seines Silberanteils erhielt. Silberamalgam hat das überwiegend vorher verwendete Kupferamalgam ersetzt, das als zweiten Hauptbestandteil Kupfer statt Silber enthält und bis in die erste Hälfte des 20. Jahrhunderts ebenfalls als Material für Zahnfüllungen verwendet wurde. Wegen seiner geringeren chemischen Beständigkeit und der umweltschädlichen Verarbeitung (es wurde vorgemischt geliefert und musste zur Verarbeitung durch Erhitzen erweicht werden) ist es Silberamalgam unterlegen.
Silberamalgame bestehen zu 50 % aus Quecksilber und zu 50 % aus einer sogenannten Feilmischung. Früher verwendete Mischungen (Gamma-2-haltige Amalgame) waren schwächer beanspruchbar und wegen der Gamma-2-Phase (Quecksilber-Zinn-Phase, Sn8Hg) korrosionsanfälliger als die übrigen Phasen der Legierung. Die an der Oberfläche gebildeten Zinnoxide bei der Korrosion Gamma-2-haltiger Amalgame sind unlöslich, elementares Quecksilber wird freigesetzt.
{\displaystyle {\ce {Sn8Hg + 6 O2 + 4 H2O -> 2 SnO + 2 Sn(OH)2 + 2 SnO2 + 2 SnO(OH)2 + Hg}}}
Wenn das frei gewordene Quecksilber in die Füllung wandert, bildet es mit Silber eine Gamma-1-Phase (Ag5Hg6). Dies führt zu einer Expansion der Füllung, unter Kaudruck splittern Füllungsränder ab, was eine Sekundärkaries begünstigen kann.
Die seit den 1980er Jahren verwendeten Feilmischungen setzen sich aus mindestens 40 % Silber, maximal 32 % Zinn, mindestens 12 % und maximal 30 % Kupfer, maximal 5 % Indium, maximal 3 % Quecksilber und maximal 2 % Zink zusammen. Diese in der Zahnheilkunde üblichen Non-Gamma-2-Phase-Silberamalgame (Gamma-2-freie Amalgame) enthalten etwas mehr Kupfer und weniger Zinn als frühere Mischungen und sind dadurch korrosionsbeständiger.

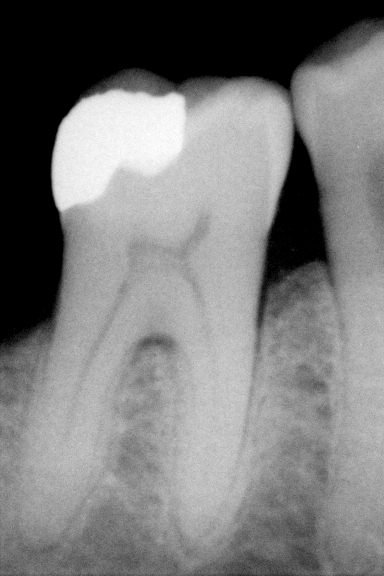
Amalgam-Füllung im Röntgenbild

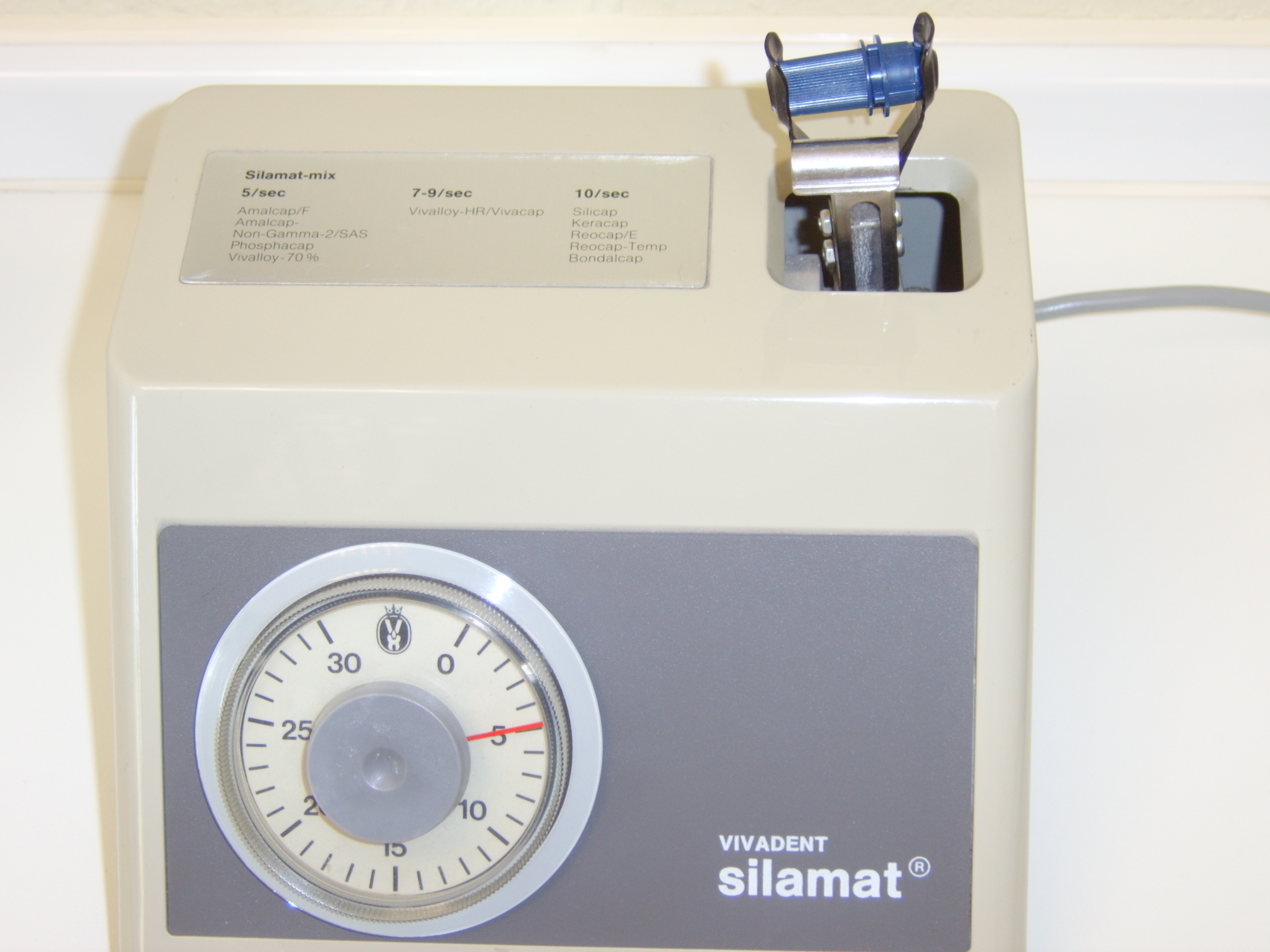
Der Amalgamrüttler zum Anmischen des Amalgams hat seit Jahrzehnten das Anrühren von Hand abgelöst; Anmischzeit, je nach Fabrikat: 5–15 Sekunden.

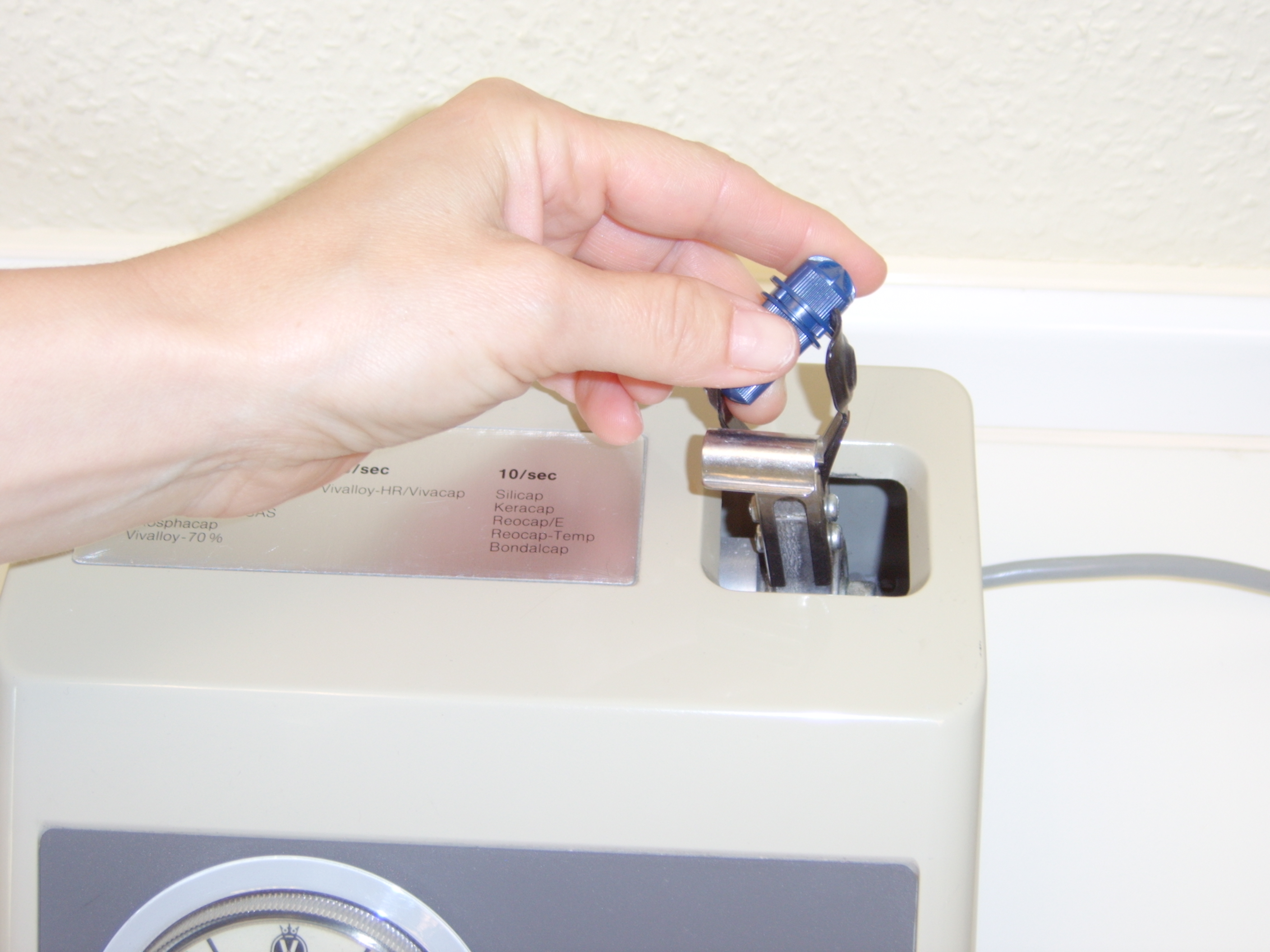
Die Kapsel mit dem Quecksilber und den Silberspänen (durch eine Folie getrennt) wird in den Rüttler eingespannt, der Halter mit der Kapsel vibriert dann beim Anmischen sehr schnell hin und her.

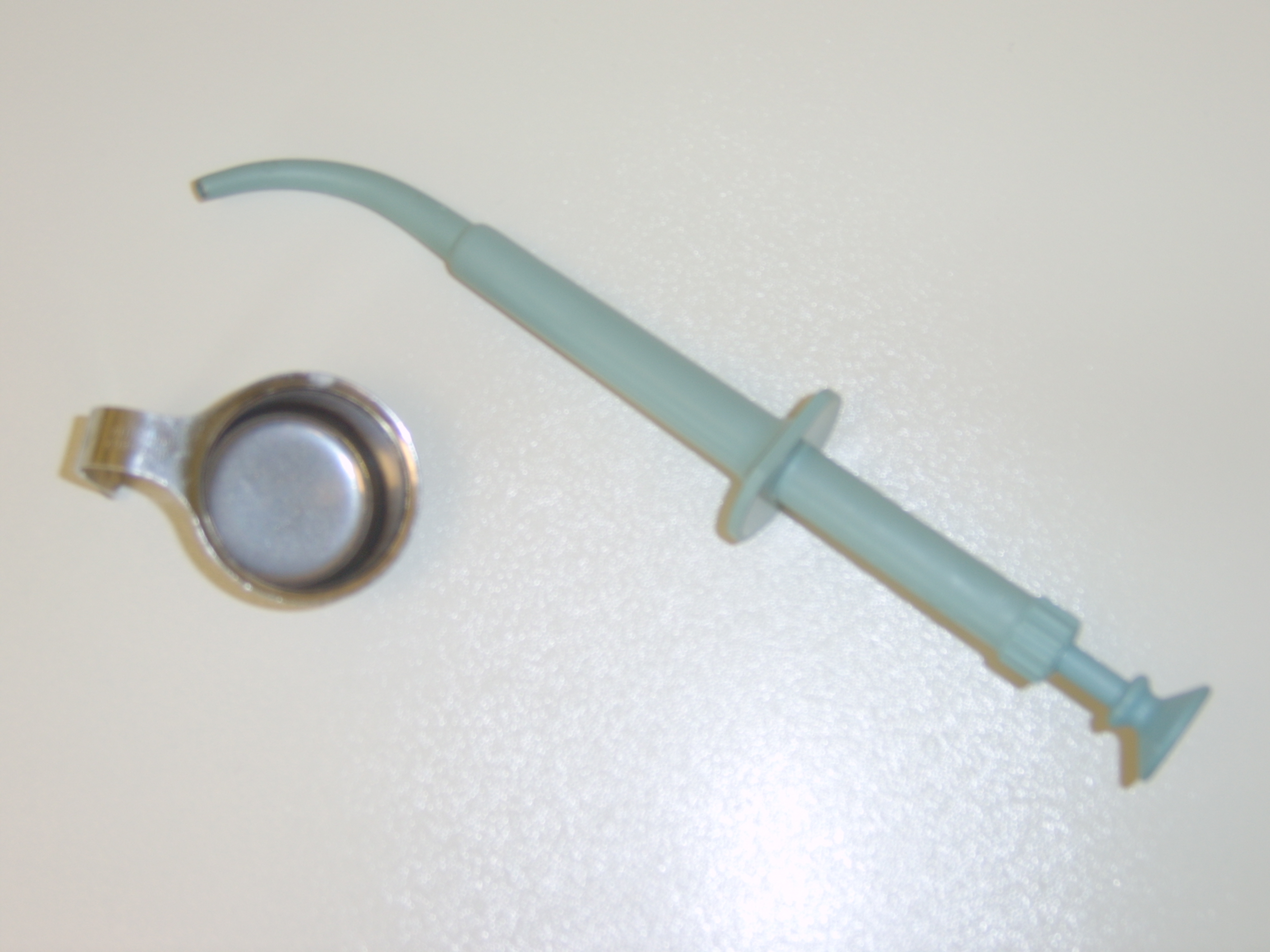
Mit der „Amalgampistole“ wird das weiche, frisch angerührte Amalgam in den Hohlraum eingebracht.

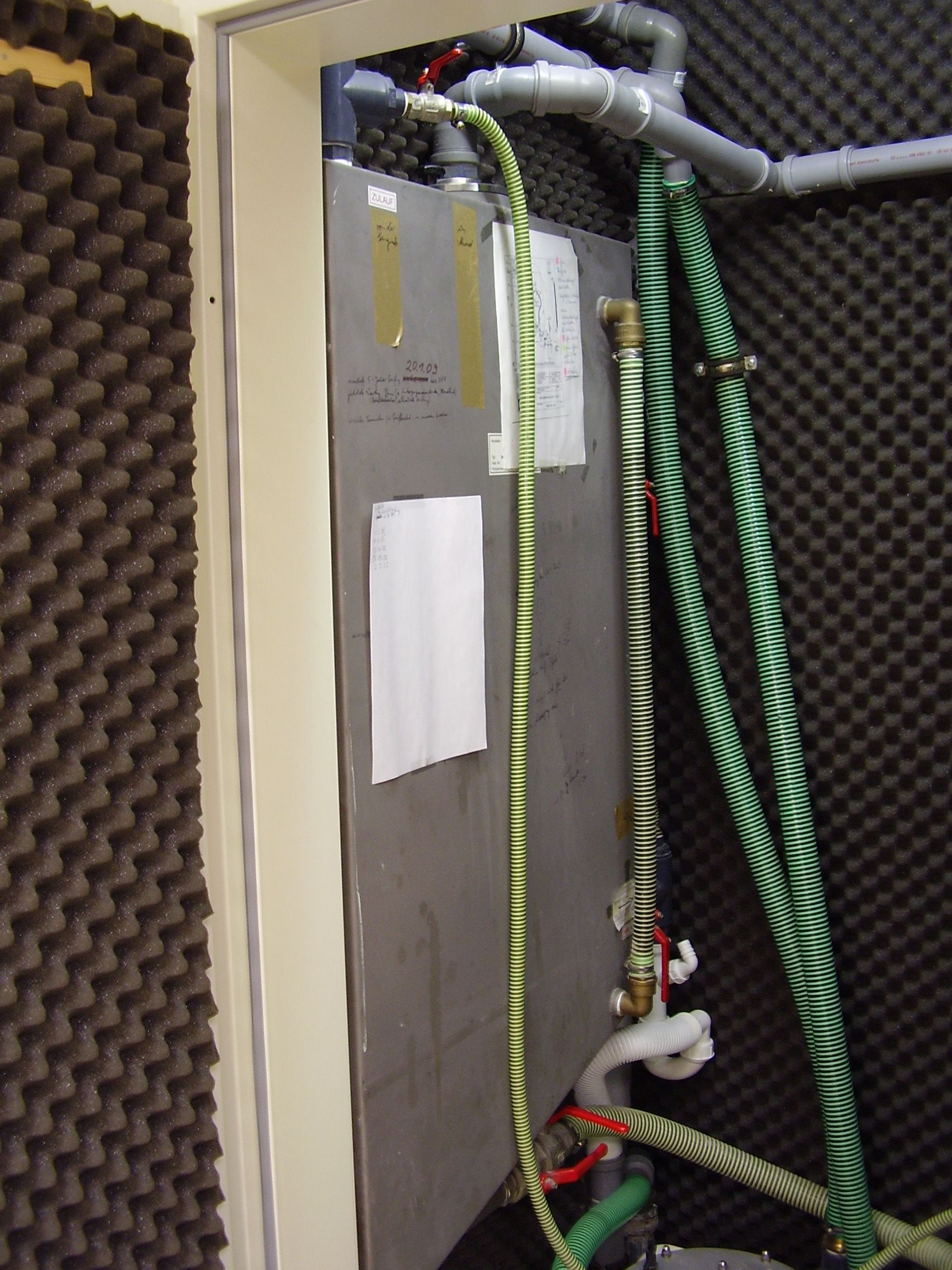
Amalgamabscheider SEDAS 4 – ein Sedimentabscheider

Nach Vorbereitung wird Zahnamalgam im plastischen Zustand in den exkavierten Hohlraum des Zahnes eingebracht und erhärtet anschließend.
In einer In-vitro-Studie wurde gezeigt, dass das Hinzufügen von Titan (Ti)-Nanopartikeln in zwei häufig verwendeten Marken von Dentalamalgam zu einer geringfügigen Verringerung der Hg-Dampffreisetzung um wenige Prozent führt. Die Abnahme der Hg-Dampffreisetzung aufgrund der Ti-Zugabe wurde durch die Bildung starker kovalenter Hg-Ti-Bindungen erklärt, die die Verfügbarkeit von Hg-Atomen für die Verdampfung verringern. Die Ti-Atome, die über die Löslichkeitsgrenze von Ti in Hg hinausgehen, bleiben in den Korngrenzen, was auch die Verdunstung von Hg aus dem Amalgam verringert. Die Verbindung von Hg mit Ti führt auch zu einer deutlichen Verbesserung der mechanischen Eigenschaften wie der Vickers-Härte um 65 %.

### Gründe für die Verwendung von Amalgam
Der Vorteil von Amalgam als Füllungsmaterial liegt in der relativ einfachen, auch unter schwierigen Bedingungen im Mund weitgehend fehlertoleranten Verarbeitung und in seiner Haltbarkeit, die bei vergleichbar korrekter Verarbeitung auch heute noch mit keinem anderen plastischen Material erreicht werden kann. Es zeichnet sich insbesondere als Füllung für große Defekte im Seitenzahnbereich aus und gilt als verlässliches Restaurationsmaterial. Wegen seiner Feuchtigkeitstoleranz und Schnitzbarkeit ist Zahnamalgam auch in tiefen, subgingivalen Bereichen (unterhalb des Zahnfleischsaums) geeignet.
Der zeitliche Aufwand bei der Anfertigung ist bei Amalgam geringer als bei Kunststofffüllungen. Außerdem ist Amalgam teilweise preisgünstiger als moderne Füllungskunststoffe, deren Vorteile hauptsächlich in der zahnähnlichen Farbe und der Möglichkeit einer adhäsiven Befestigung an der Zahnhartsubstanz bestehen. Silberamalgame entfalten zudem einen karieshemmenden Effekt wegen der bakteriziden Wirkung des enthaltenen Silbers. Nachteilig wirkt sich die dunkle Farbe aus, außerdem wird viel Zahnhartsubstanz im Zuge der Präparation geopfert.
Zahnamalgam ist in Deutschland ein Medizinprodukt – es ist hierbei als Risikoklasse IIa zugelassen. Nach Angaben der Kassenzahnärztlichen Bundesvereinigung beträgt der Anteil an Amalgamfüllungen in Deutschland in den alten Bundesländern 4,1 %, in den neuen Bundesländern 8,4 %.
Zahnfüllungen aus Amalgam werden seit Jahrzehnten weltweit in großer Zahl verwendet. Die überwiegende Zahl der epidemiologischen und toxikologischen Studien hat bisher keine Gesundheitsgefahren gezeigt. Gelegentlich tritt eine harmlose Pigmentierung der Mundschleimhaut (Amalgamtätowierung) auf.

### Alternativen
Alternative Kompositfüllungen (Glasionomerzement, Komposit, Ormocer) sind heute etwa ebenso lange haltbar wie Amalgamfüllungen, die adäquate Verarbeitung und Berücksichtigung von Indikationseinschränkungen vorausgesetzt. Bei großen Defekten und schwierigen klinischen Situationen wie schlechter Mundhygiene und bestimmten Allgemeinerkrankungen zeigen sie im Vergleich zu Amalgamrestaurationen eine geringere Langlebigkeit.
Kompositfüllungen bestehen zu ca. 20 % aus Kunststoffen und ca. 80 % aus feinsten Glas-, Keramik oder Quarzteilchen. Für bestimmte Indikationen sind Kompositkunststoffe eine Alternative zu Zahnamalgam, wenngleich kein adäquater Ersatz. Sie können Dentalamalgam nicht immer ersetzen: Ihr Einsatz ist insbesondere im Seitenzahnbereich geeignet, „allenfalls für nicht kaudruckbelastete und allseits von Zahnschmelz umgebene Füllungen“. Zudem können die in Kunststofffüllungen befindlichen Monomere Allergien auslösen; das enthaltene Bisphenol A entfaltet eine östrogenartige Wirkung.
Inlays (Goldinlays, Keramikinlays) und Goldhämmerfüllungen sollten bei großen Zahndefekten genutzt werden, hierfür ist Kunststoff ungeeignet. Aus toxikologischer Sicht sind sie unbedenklich. Keramikinlays werden jedoch nicht wie Goldfüllungen zementiert, sondern mit Kunststoff (chemisch identisch mit Kunststofffüllungen) eingeklebt, wobei in Ausnahmefällen ein Allergiepotenzial besteht. Insgesamt sind sie klinisch in allen Belangen positiv evaluiert, aber beträchtlich teurer als Dentalamalgam.

### Einschränkung für die Anwendung von Amalgamfüllungen
- Amalgame dürfen nicht verwendet werden
  - für retrograde Wurzelfüllungen,
  - als Material für Stiftaufbauten unter Kronen oder Brücken,
  - als Verschlussmaterial für trepanierte gegossene Kronen,
  - bei eingeschränkter Nierenfunktion.[18]
  - in unmittelbarer Nähe zu anderen Metallrestaurationen (Inlays, Teilkronen oder Kronen), da durch die Bimetallkorrosion im Mund vermehrt Quecksilberionen aus dem Amalgam gelöst werden können (elektrogalvanische Korrosion).[9]
- Seit dem 1. Juli 2018 darf Dentalamalgam nicht mehr für die zahnärztliche Behandlung von Milchzähnen, von Kindern unter 15 Jahren und von Schwangeren oder Stillenden verwendet werden, es sei denn, der Zahnarzt erachtet eine solche Behandlung wegen der spezifischen medizinischen Erfordernisse bei dem jeweiligen Patienten als zwingend notwendig.[19] Wegen der ohnehin begrenzten Verweildauer von Milchzähnen im Mund steht bei dem Verzicht hierbei eine „umweltbedingte Reduktion der Verwendung von quecksilberhaltigen Produkten“ im Vordergrund.[20] Daher ist dort die Verwendung von Kompositen, Glas-Ionomeren und Kompomeren möglich.[21] Bei Kindern unter 15 Jahren sowie Stillenden ist die Forderung auf einen Verzicht wissenschaftlich nicht begründet. Es gibt keinen Beleg für eine Schädigung des Embryos durch Amalgam, aus Vorsorgegründen wird bei Schwangeren generell Zurückhaltung bei einer umfangreichen zahnärztlichen Versorgung gefordert.
- Seit dem 1. Januar 2019 darf Dentalamalgam nur noch in vordosierter, verkapselter Form verwendet werden. Die Verwendung von Quecksilber in loser Form durch Zahnärzte ist verboten.[22]
- Ab dem 1. Januar 2025 ist die Verwendung von Amalgam in der Zahnmedizin EU-weit weitestgehend[23] verboten.[24][25]

#### Sicherheitswarnung in den USA für Hochrisikogruppen
Die US-Behörde für Lebens- und Arzneimittel (FDA) empfahl 2020, die Verwendung von Zahnamalgam bei sogenannten Hochrisikogruppen einzuschränken. Der Grund hierfür ist, dass diese Gruppen empfindlicher auf amalgambedingte Quecksilberdämpfe reagieren und somit auch ein erhöhtes Risiko für gesundheitliche Beeinträchtigungen haben können.
- Schwangere, Frauen mit Kinderwunsch oder stillende Frauen
- Kinder, besonders im Alter unter sechs Jahren
- Personen mit neurologischen Erkrankungen
- Patienten mit beeinträchtigter Nierenfunktion
- Personen mit bekannten Allergien gegen Quecksilber oder andere Bestandteile der Amalgamfüllung

Intakte Füllungen sollen aber nicht ersetzt werden.

#### Kostenerstattungen der gesetzlichen Krankenkassen
In Deutschland übernehmen die gesetzlichen Krankenkassen die Kosten für Füllungen im „kaudrucktragenden Seitenzahnbereich“, wenn anerkannte und erprobte plastische Füllungsmaterialien gemäß ihrer medizinischen Indikation verwendet werden. Die aktuellen Gebrauchs- und Fachinformationen und Aufbereitungsmonographien sollen berücksichtigt werden. Die Festlegung auf Amalgam als Standardmaterial wurde bei der Überarbeitung der Behandlungsrichtlinie des Gemeinsamen Bundesausschusses (2004) entfernt. Wählen Versicherte bei Zahnfüllungen eine darüber hinausgehende Versorgung, haben sie die Mehrkosten selbst zu tragen. In diesen Fällen ist von den Kassen die vergleichbare preisgünstigste plastische Füllung als Sachleistung abzurechnen.
Im Frontzahnbereich sind in der Regel adhäsiv befestigte Füllungen (z. B. Komposite) das Mittel der Wahl. Mehrfarbentechnik im Sinne einer ästhetischen Optimierung ist nicht Bestandteil der vertragszahnärztlichen Versorgung.
Adhäsiv befestigte Füllungen im Seitenzahngebiet sind nur in Ausnahmefällen Bestandteil der vertragszahnärztlichen Versorgung:
- wenn Amalgam als „absolut kontraindiziert“ gilt und der „Nachweis einer Allergie gegenüber Amalgam bzw. dessen Bestandteilen gemäß den Kriterien der Kontaktallergiegruppe der Deutschen Gesellschaft für Dermatologie erbracht wurde bzw. wenn bei Patienten mit schwerer Niereninsuffizienz neue Füllungen gelegt werden müssen.“[29]
- bei der zahnärztliche Behandlung von Milchzähnen, von Kindern unter 15 Jahren und von Schwangeren oder Stillenden verwendet werden, es sei denn, der Zahnarzt erachtet eine solche Behandlung wegen der spezifischen medizinischen Erfordernisse bei dem jeweiligen Patienten als zwingend notwendig.[30]

In diesen Fällen sind „Kompositfüllungen im Seitenzahnbereich (…) entsprechend der Adhäsivtechnik“ Kassenleistung.
Ein Austausch intakter Amalgamfüllungen fällt nicht in die Leistungspflicht der gesetzlichen Krankenversicherung, wie das Bundessozialgericht wiederholt festgestellt hat.
Diese Einschränkungen wurden als Vorsichtsmaßnahmen getroffen.
Als zuzahlungsfreie Alternative zu Amalgam erkennen die gesetzlichen Krankenkassen ab 2025 Glasionomerzement an.

### Amalgam-Verwendung international
In der Europäischen Union werden pro Jahr etwa 74–75 Tonnen Quecksilber für Amalgam verwendet (Stand 2016), größtenteils aus Frankreich (17,5 Tonnen) und Polen (10). Insgesamt befinden sich etwa 1000 Tonnen Quecksilber in den Zähnen von EU-Einwohnern. Die neun Millionen Bürger Schwedens trugen 2019 einer Schätzung zufolge etwa 40 Tonnen Quecksilber in Form von Amalgamzahnfüllungen, wovon jährlich ca. 100 kg in die Umwelt ausgeschieden werden.
Für US-Bürger wurde 2004 errechnet, dass sie zusammen etwa 1000 Tonnen Quecksilber in ihren Zahnfüllungen haben. Zum Zeitpunkt von 2015 bis 2016 bestand etwa 51,5 Prozent der Zahnfüllungen in der US-Bevölkerung aus Amalgam.
In den letzten Jahrzehnten der Sowjetunion wurde überwiegend Kunststoff für Seitenzahnfüllungen verwendet.

### Weltweiter Umgang mit Zahnamalgam
Angesichts der Umwelt- und Gesundheitsrisiken durch Quecksilber beschloss das Umweltprogramm der Vereinten Nationen (UNEP) im Februar 2009, ein globales Übereinkommen zu entwickeln, das alle Aspekte des Quecksilber-Lebenszyklus behandeln soll. Die entsprechenden Verhandlungen wurden im Januar 2013 abgeschlossen und das Übereinkommen im Oktober 2013 als „Minamata-Konvention“ unterzeichnet. Auch wenn Zahnamalgam eine vergleichsweise geringe Quecksilberbelastung der Umwelt zur Folge hat, verpflichteten sich alle Vertragsparteien, Maßnahmen für eine schrittweise Reduzierung („phase down“) ohne Zeitvorgabe von Dentalamalgam zu treffen. Aufgrund der Ratifizierung des Minamata-Konvention wurde in der EU 2017 eine Quecksilberverordnung erlassen. Auch hier wurde die Regelung aus Gründen des Umweltschutzes eingeführt. In einem vierten Übereinkommen wurde beschlossen, dass bei Schwangeren, stillenden Frauen, Kindern unter 15 Jahren und allgemein bei Milchzähnen Zahnamalgam nicht mehr für eine Dentalrestauration verwendet werden soll, außer der Zahnarzt erachtet dies als nötig. Zudem soll Amalgam nur noch in verkapselter Form eingesetzt werden. Dies entspricht damit den vorausgegangenen Beschlüssen in der EU.
Laut einer Pressemitteilung vom 15. Januar 2009 entschied das Umweltministerium in Schweden, den Gebrauch von Quecksilber aus Umweltschutzgründen zum 1. Juni 2009 generell zu verbieten. Das Verbot bedeutete daher auch, dass der Gebrauch von Amalgam in Zahnfüllungen eingestellt wird („phase out“).
Stand 2021 haben folgende Länder in Europa Amalgamfüllungen verboten: Norwegen und die Republik Moldau (ohne Ausnahmen) sowie Schweden und Dänemark (mit Ausnahmen). Andere europäische Länder haben einen Amalgam-Ausstieg beschlossen: Italien und Kroatien (bis 2025) sowie Finnland, die Slowakei und Tschechien (bis 2030) sowie Irland (bis 2035).
Ein Gesetzentwurf der Europäischen Kommission sieht vor, Zahnamalgam ab 1. Januar 2025 bis auf begründete Ausnahmen ganz zu verbieten. Dieser mündete in der Verordnung (EU) 2024/1849 vom 13. Juni 2024. Der EU-Umweltkommissar Virginijus Sinkevičius führt hierfür Umwelt- und Gesundheitsbedenken an, dagegen kritisieren die Bundesärztekammer und kassenzahnärztliche Bundesvereinigung (KZBV) ein mögliches Verbot scharf. Die KZBV und der GKV-Spitzenverband haben sich darauf geeinigt, dass nach dem 1. Januar 2025 der GKV-Anspruch auf Zahnfüllungen ohne Mehrkosten bestehen bleibt. Als zuzahlungsfreie Alternative erkennen die gesetzlichen Krankenkassen daher ab 2025 Glasionomerzement an.

## Auswirkungen auf die Umwelt
In Deutschland müssen Zahnarztpraxen ihre Abwässer über einen Amalgamabscheider reinigen. Quecksilberhaltige Abwässer führen zu erhöhtem Aufwand in Klärwerken. Besonders belastend für die Umwelt sind organische Quecksilberverbindungen, die im Abwasser entstehen können. So unterliegen Zahnarztpraxen besonderen Gewässerschutzauflagen. An Behandlungsplätzen installierte Amalgamabscheider müssen gemäß Abwasserverordnung (AbwV) über eine allgemeine bauaufsichtliche Zulassung verfügen oder nach Landesrecht zugelassen sein, einen Abscheidewirkungsgrad von mindestens 95 Prozent aufweisen sowie regelmäßig gewartet und entleert werden. Vor Inbetriebnahme und in Abständen von nicht länger als fünf Jahren sind Amalgamabscheider nach Landesrecht auf ihren ordnungsgemäßen Zustand zu überprüfen. Die Einleitung von amalgamhaltigem Abwasser ist generell nur mit einer behördlichen Genehmigung zulässig.
Die in der Praxis gesammelten Abfälle aus den Amalgamabscheidern, Amalgamreste und extrahierte Zähne mit Amalgamfüllungen müssen kostenpflichtig bei spezialisierten Recyclingunternehmen entsorgt werden. Aufgrund des hohen Quecksilberanteils müssen diese die Amalgamabfälle als gefährlichen Abfall (Abfallschlüsselnummer 180110*) und mit dem Ziel der Metallrückgewinnung entsorgen.

## Gesundheitsbedenken
Wegen des enthaltenen Quecksilbers gibt es weltweit kein anderes Füllmaterial, das so häufig und intensiv auf mögliche Gesundheitsgefährdungen hin durch eine Vielzahl von Wissenschaftlern, nationalen und internationalen wissenschaftlichen Gremien wiederholt und eingehend untersucht wurde.
In der Theorie werden zwei verschiedene Mechanismen der Schädigung angenommen: Intoxikation (Vergiftung) und Allergien (insbesondere Typ-IV-Allergien). Die Verarbeitung von reinem Quecksilber und der hohe Quecksilbergehalt (etwa 50 %) haben bereits sehr früh eine Diskussion über mögliche Gesundheitsgefährdungen bewirkt, die von der Verwendung von Amalgam als Füllungsmaterial ausgehen könnten. Bereits 1833 brach in den USA nach der forcierten Einführung von Kupferamalgam als Füllmaterial der sogenannte „Amalgamkrieg“ aus, der zu einem zeitweiligen Verbot des Amalgams als Füllmaterial führte. In Deutschland flammte eine ähnliche Diskussion in den 1920er Jahren auf, parallel zu der wachsenden Hinwendung zur Alternativmedizin und Kritik an der „Schulmedizin“.
Quecksilber wird vor allem bei der Verarbeitung und Entfernung von Zahnamalgam in Form von Quecksilberdampf aufgenommen, weniger über anorganisches Hg2+. Die mittlere, tägliche Aufnahme ist mit 1–3 µg gering. Durch Kaugummikauen kann diese signifikant erhöht werden, heiße Getränke dagegen beeinflussen sie nicht. Über den Urin und Stuhl wird anorganisches Quecksilber ausgeschieden, die mittlere Halbwertszeit im Körper beträgt etwa 60 Tage. Zwar haben Personen mit mehreren Amalgamfüllungen gering höhere Quecksilberwerte im Blut oder Urin, diese gelten aber als ungefährlich. Um selbst bei sensiblen Personen erste klinische Effekte zu beobachten, müsste die Konzentration an Quecksilber im Urin bei mindestens 30 µg/g Kreatinin liegen – dies würde etwa bei über 500 im Mund befindlichen Amalgamoberflächen passieren. Bei gewissen Bereichen des Zentralnervensystems kann die Halbwertszeit auch Jahre betragen. Das Bundesinstitut für Arzneimittel und Medizinprodukte (BfArM) empfiehlt, bei Nierengeschädigten und Schwangeren auf die Verwendung von Amalgam (bei letzteren auch dessen Entfernung) zu verzichten. Anhaltspunkte für eine Schädigung des Fötus durch eine Quecksilberfreisetzung aus Amalgam gibt es nicht. Die EU-Entscheidung, Amalgam für Schwangere und Jugendliche unter 15 Jahren generell zu verbieten, ist eine rein präventive.
Im Jahre 1997 wurde in Deutschland ein Konsenspapier des Bundesgesundheitsministeriums, des BfArM sowie diverser zahnärztlicher Gesellschaften und Institutionen zum Umgang mit Amalgam veröffentlicht. Ähnliche Empfehlungen kamen in den letzten Jahren von der EU.
Eine 1997 formulierte Stellungnahme der Weltgesundheitsorganisation (WHO) kommt zu dem Schluss: „Laut aktuellem Kenntnisstand sind die derzeit vorhandenen Restaurationsmaterialien, einschließlich Dentalamalgam, als sicher und zuverlässig zu betrachten. Allerdings kommt es gelegentlich zu biologischen Gegenanzeigen. Diese sind jedoch individuell bedingt und demgemäß individuell zu behandeln. Die WHO erkennt die Notwendigkeit einer fortgesetzten Sicherheits- und Wirksamkeitsüberwachung aller dentalen Restaurationsmaterialien an.“
Im Dezember 2004 erschien eine Studie des „Life Sciences Research Office“ der USA: Eine Auswertung aller Forschungsarbeiten seit 1996 fand keinen Nachweis der Gefährdung durch Amalgamfüllungen. Eine Multicenter-Studie aus dem Jahre 1998 konnte keinen Zusammenhang zwischen der Anzahl der Amalgamfüllungen bei Patienten und deren subjektiven Beurteilungen ihres Gesundheitszustands feststellen. Die Auffassung aus dem Jahr 2005, dass in Industrieländern die Hauptquelle der Quecksilberexposition die Einatmung von Quecksilberdampf aus zahnmedizinischem Amalgam sei, wurde durch zwei Studien der Europäischen Kommission nicht mehr aufrechterhalten. Sie kam zu dem Ergebnis, dass die Gefährdung vergleichsweise gering sei.
Eine 2008 veröffentlichte Studie, bei der 5.000 Patienten befragt wurden, ergab „keinen bedeutenden Unterschied zwischen Patienten mit und solchen ohne Amalgam-Füllungen“ hinsichtlich der Beschwerden. Es konnte aber festgestellt werden, „dass die anorganischen Quecksilberwerte im Blut von Patienten mit Amalgamfüllungen viermal höher waren als bei Menschen ohne diese Füllungen.“ Diese Dosiswerte lagen aber weit unterhalb der kritischen Belastungsgrenze.
Die Studie der Technischen Universität München von 2008 mit 90 Patienten kam zu dem Ergebnis, dass eine Amalgamentfernung die anorganischen Quecksilberwerte im Blut senkt. Die subjektiven Beschwerden können sowohl durch die Entfernung als auch durch allgemeine Gesundheitsmaßnahmen ohne Amalgamentfernung positiv beeinflusst werden. Eine zusätzliche „biologische Detoxifikation“ mit Vitaminen und Spurenelementen erbrachte in der Amalgamentfernungsgruppe keine zusätzliche Verbesserung.
Am 10. März 2014 hat der wissenschaftliche Beratungsausschuss für Gesundheits- und Umweltrisiken der Europäischen Kommission, das Scientific Committee on Health and Environmental Risks (SCHER), eine Stellungnahme zu den Gesundheits- und Umweltauswirkungen von Amalgam mit dem Ergebnis veröffentlicht, dass die Gesundheits- und Umweltgefährdung durch das in zahnärztlichem Amalgam enthaltene Quecksilber vergleichsweise gering ist. Nur unter außergewöhnlichen Umständen (Worst-Case-Szenario), d. h. im Falle einer hohen Zahnarztdichte verbunden mit einem hohen Grad der Amalgamnutzung bei gleichzeitigem Fehlen von Amalgamabscheidern, könne nicht ausgeschlossen werden, dass auf lokaler Ebene Risiken für Gesundheit und Umwelt bestünden. Dieses Szenario ist für Deutschland ausgeschlossen, da hierzulande Amalgamabscheider für Zahnarztpraxen vorgeschrieben sind. Hintergrund der Studie waren Forderungen Schwedens, die Verwendung von quecksilberhaltigem Amalgam europaweit aus Gründen des Umwelt- und Gesundheitsschutzes zu verbieten. Der Ausschuss SCENIHR (Scientific Committee on Emerging and Newly Identified Health Risks) schloss sich 2015 der Ansicht des SCHER an. Gemäß Studienlage zeigen sich keine unmittelbaren toxikologischen Effekte des zahnärztlichen Personals oder des Patienten beim Setzen oder Entfernen von Amalgamfüllungen, und empfiehlt nicht den pauschalen Austausch intakter Amalgamfüllungen. SCENIHR weist darauf hin, dass alternative Zahnfüllungen toxologisch nicht unbedenklich seien, sieht aber Bedarf nach weiteren Untersuchungen zur potentiellen Neurotoxizität des Quecksilbers von Amalgamfüllungen. Die Empfehlung des SCENIHR, bei Milchzähnen auf die Verwendung von Dentalamalgam im Allgemeinen zu verzichten, beruht nicht auf eventuellen toxischen Schäden. Stattdessen sind Milchzähne nur eine begrenzte Zeit im Mund, so dass die Langlebigkeit von Amalgamfüllungen nicht zum Tragen käme.
Das Oberlandesgericht Hamm hat am 4. März 2016 in einem Urteil festgestellt, dass die Verwendung von Amalgam bei Zahnfüllungen grundsätzlich unbedenklich ist.
Wie die Bundeszahnärztekammer (BZÄK) im Juni 2018 in einem Positionspapier zur EU-Quecksilberverordnung bemerkt, konnte bisher jedoch keine Studie nachweisen, dass Amalgamfüllungen in einem ursächlichen Zusammenhang mit degenerativen Krankheiten, anderen Krankheiten oder sonstigen unspezifischen Symptomen stehen. Auch die FDA sieht keine Anhaltspunkte dafür, dass Dentalamalgam gesundheitsschädlich ist.
Die Internationale Vereinigung für zahnärztliche Forschung (IADR) bestätigte in einer Stellungnahme von 2020 die Sicherheit von Zahnamalgam für die allgemeine Bevölkerung (ohne Allergien gegen Amalgambestandteile oder ohne schwere Nierenerkrankungen).
In einer gemeinsamen Stellungnahme vom März 2021 fordern BZÄK und die Kassenzahnärztliche Bundesvereinigung (KZBV) die Weiterverwendung von Zahnamalgam und positionieren sich gegen ein Verbot. Sie weisen darauf hin, dass das Füllungsmaterial auf eine mögliche Gesundheitsgefährdung hin „intensiv“ untersucht wurde; es gebe aber keinen Nachweis für die These, dass das „Vorhandensein von Amalgamfüllungen in der Allgemeinbevölkerung in einem ursächlichen Zusammenhang für Krankheiten steht“.

### Psychogene Amalgamintoleranz
Gerhard Kreyer wies im Februar 2009 auf der Fortbildungsveranstaltung „Zahn und Psyche“ auf die „psychogene Amalgamintoleranz“ hin, bei der die betroffenen Patienten nahezu alle Beschwerden in der Humanpathologie angeben und auf das Amalgam zurückführten. Es ließen sich aber keinerlei Hinweise auf einen Zusammenhang zwischen der Zahl der Amalgamfüllungen mit dem Beschwerdebild nachweisen. Es gibt Menschen, die psychisch leiden, wenn der Arzt ihnen Amalgamfüllungen legt. Das äußert sich auch körperlich: Sie leiden an Unwohlsein, hektischen Flecken und Stress. Diese Probleme bessern sich, wenn sie wissen, dass der Zahnarzt die Füllungen entfernt.
Eine sogenannte „Amalgamerkrankung“ aufgrund des Amalgams gibt es nicht, sie geht auf eine Amalgamphobie zurück. So fanden sich bei einer „selbstvermuteten Amalgamerkrankung“ (bei „amalgamsensitive[n] Personen“) keine spezifischen Biomarker, z. B. erhöhte Quecksilberkonzentrationen in Urin, Blut und Speichel oder andere Amalgam-/Quecksilber-Indikatoren. Im Gegensatz zu amalgam-non-sensitiven Personen fand man aber bei amalgamsensitiven Personen deutlich erhöhte Anzeichen für Somatisierung, Ängstlichkeit und Depressivität.

## Diagnostik
Die individuelle Belastung kann mittels Labortests bestimmt werden.
Eine praktikable und gut standardisierte Methode, eine amalgambedingte Quecksilberbelastung abschätzen zu können, stellt die Urinprobe dar – hierbei ist der Sammelurin oder Morgenurin geeignet. Abzugrenzen ist aber ein gerade im alternativmedizinischen Bereich angewendeter Urintest nach Gabe von Komplexbildnern wie DMPS. Denn diese Diagnoseverfahren sind weder standardisiert, noch werden sie einheitlich durchgeführt – dies führt zu gravierenden Unterschieden bei den Testergebnissen.
Für die Bestimmung einer internen Quecksilberbelastung aufgrund Zahnamalgams ist eine Blutprobe aus Vollblut ungeeignet, da dieses neben anorganischem Quecksilber (überwiegend im Blutplasma) auch organisches Quecksilber (vorwiegend in den Erythrozyten) enthält. Daher wird bei einer Blutprobe empfohlen, den Hg-Anteil nur im Blutplasma oder -serum zu bestimmen. Die Überprüfung aus dem Speichel (beispielsweise mittels eines Kaugummitests) ist ebenfalls nicht geeignet – hierbei werden auch nicht resorbierbare Quecksilberanteile aus z. B. Legierungspartikeln erfasst und verfälschen so das Ergebnis. Da im Gegensatz zu organischem Hg (z. B. aus dem Verzehr von Fischen) anorganisches Hg aus Zahnamalgam sehr schlecht in die Haarmatrix eingebaut wird, ist eine Haarprobe ebenso nicht geeignet.